# Epinecrophylla spodionota
Formigueirinho-das-colinas ou choquinha-tropandina (Epinecrophylla spodionota) é uma espécie de ave da família Thamnophilidae.
Pode ser encontrada nos seguintes países: Colômbia, Equador e Peru.
Os seus habitats naturais são: florestas subtropicais ou tropicais húmidas de baixa altitude e regiões subtropicais ou tropicais húmidas de alta altitude.